# Teumareum
Teumareum is een bestuurslaag in het regentschap Aceh Jaya van de provincie Atjeh, Indonesië. Teumareum telt 756 inwoners (volkstelling 2010).